# Konrad von Roeder
Konrad Christian Heinrich von Roeder (* 8. November 1833; † 19. September 1900) war preußischer Landrat im Landkreis Breslau (1861–1869) und Rechtsritter des Johanniterordens. Von 1895 bis zu seinem Tode wirkte er als Landeshauptmann Schlesiens.

## Familie
Seine Eltern waren der preußische Generalleutnant und Flügeladjutant König Friedrich Wilhelms IV. Karl von Roeder (1787–1856) und Henriette Sophia Auguste Charlotte Gräfin von Bernstorff (1803–1850), eine Tochter von Joachim Frederik Bernstorff.
Konrad heiratete am 2. Mai 1862 in Nizza Bertha von dem Bussche-Ippenburg-Kessel (* 26. Dezember 1841; † 15. September 1918). Das Paar hatte folgende Kinder:
- Karl (1865–1940) ⚭ 1892 Elisabeth Gräfin von Reventlow (1866–1933), Herrin auf Ob.- Ellguth.
- Theodor (1875–1917) ⚭ 1911 Anna von Rheinbaben (* 1882)
- Albrecht (1879–1918) ⚭ 1910 Helene Gräfin Finck von Finckenstein (1888–1935)
- Asta (* 1882) ⚭ 1903 Matthias von Oppen